# Mareuil-sur-Ourcq
Mareuil-sur-Ourcq è un comune francese di 1 597 abitanti situato nel dipartimento dell'Oise della regione dell'Alta Francia.

## Società

### Evoluzione demografica
Abitanti censiti